# Manjarrés
Manjarrés es un municipio de España perteneciente a la comunidad autónoma de La Rioja. Cuenta con una población de 107 habitantes (INE 2024).

## Historia
La palabra Manjarrés parece que deriva de Maiarrex cuyo significado es 'Majada del Rey'. Aparece mencionada la villa en el Fuero de Nájera, otorgado por Sancho III el Mayor en 1020. El rey Alfonso VI ratificó sus privilegios el 29 de abril de 1076, tras apoderarse del territorio, perteneciente hasta entonces al reino de Navarra. Alfonso VII reafirmaría la provechosa normativa en el año 1136.
A mediados del siglo XIX, el lugar tenía una población censada de 197 habitantes. La localidad aparece descrita en el undécimo volumen del Diccionario geográfico-estadístico-histórico de España y sus posesiones de Ultramar de Pascual Madoz de la siguiente manera:

MANJARRES: v. con ayunt. en la prov. de Logroño (4 leg.), part. jud. de Nájera (1), aud. terr. y c. g. de Burgos (18), dióc. de Calahorra (14): sit. en un llano, aunque pedregoso, al que hermosea y fertiliza un riach. que corre por sn centro y tiene origen en el monte llamado el Soto que está muy inmediato al pueblo, arbolado de roble y encina: la combaten los vientos denominados ábrego, solano y cierzo, y el clima aunque templado produce humores cutáneos, reumas y catarros. Tiene 60 casas de mala construccion y la del ayunt. en la cual está la cárcel y la escuela de primeras letras dotada con 800 rs.: la igl. parr. titulada Ntra. Sra. de la Asuncion, está servida por un cura propio y un beneficiado de nombramiento de S. M. y del ordinario y un sacristan que lo es del cabildo. A la salida de la v. para Arenzana de Arriba, hay el cementerio, y próximo á la misma, en direccion de Ventosa se halla la ermita de San Mames. Se estiende el térm. 1/2 leg. de N. á S. é igual dist. de E. á O.; confinando N. con Aleson; E. Ventosa; S. Sta. Coloma, y O. Arenzana de Arriba: corre por él por la parte de O. el r. Ialde, que aunque regularmente es de escaso caudal, crece algunas veces con las nieves que caen de las alturas de Castroviejo y Sta. Coloma ó ya con las tempestades de verano, y hace grandes destrozos y perjuicios, particularmente á la v. de Huercanos: en este térm. se halla también una fuentecilla escasa, pero de muy buena agua: el terreno es de mediana calidad, hallándose en algunos puntos arbolado de encina y roble. correos: se recibe de Nájera los lunes miércoles y sábados y sale los mismos días: los caminos dirigen á Nájera, Logroño y pueblos limitrofes y están en mediano estado. prod.: trigo, cebada, centeno, avena, habas, alubias, comuña y vino: se cria ganado lanar, cabrio y un poco de cerda, y hay caza de perdices, palomas y codornices. pobl.: 46 vec., 197 alm. cap. prod.: 530,260 rs. imp.: 21,209. contr. de cuota fija 2,099.
(Madoz, 1848, pp. 179-180)

## Administración
| Periodo   | Nombre                     | Partido |
| --------- | -------------------------- | ------- |
| 1979-1983 | Rafael Fernández Fernández | UCD     |
| 1983-1987 | Rafael Fernández Fernández | CDS     |
| 1987-1991 | Ramón García Medrano       | PDP     |
| 1991-1995 | Pedro Isidro García Hornos | PSOE    |
| 1995-1999 | Pedro Isidro García Hornos | PSOE    |
| 1999-2003 | Pedro González García      | PP      |
| 2003-2007 | Santiago García Manzanares | PP      |
| 2007-2011 | Santiago García Manzanares | PP      |
| 2011-2015 | Santiago García Manzanares | PP      |
| 2015-2019 | Santiago García Manzanares | PP      |
| 2019-2023 | Santiago García Manzanares | PP      |

## Geografía humana

### Demografía
Cuenta con una población de 107 habitantes (INE 2024).
| Gráfica de evolución demográfica de Manjarrés entre 1842 y 2021                                                       |
| |
| Población de derecho según los censos de población del INE. Población de hecho según los censos de población del INE. |

## Monumentos y sitios de interés

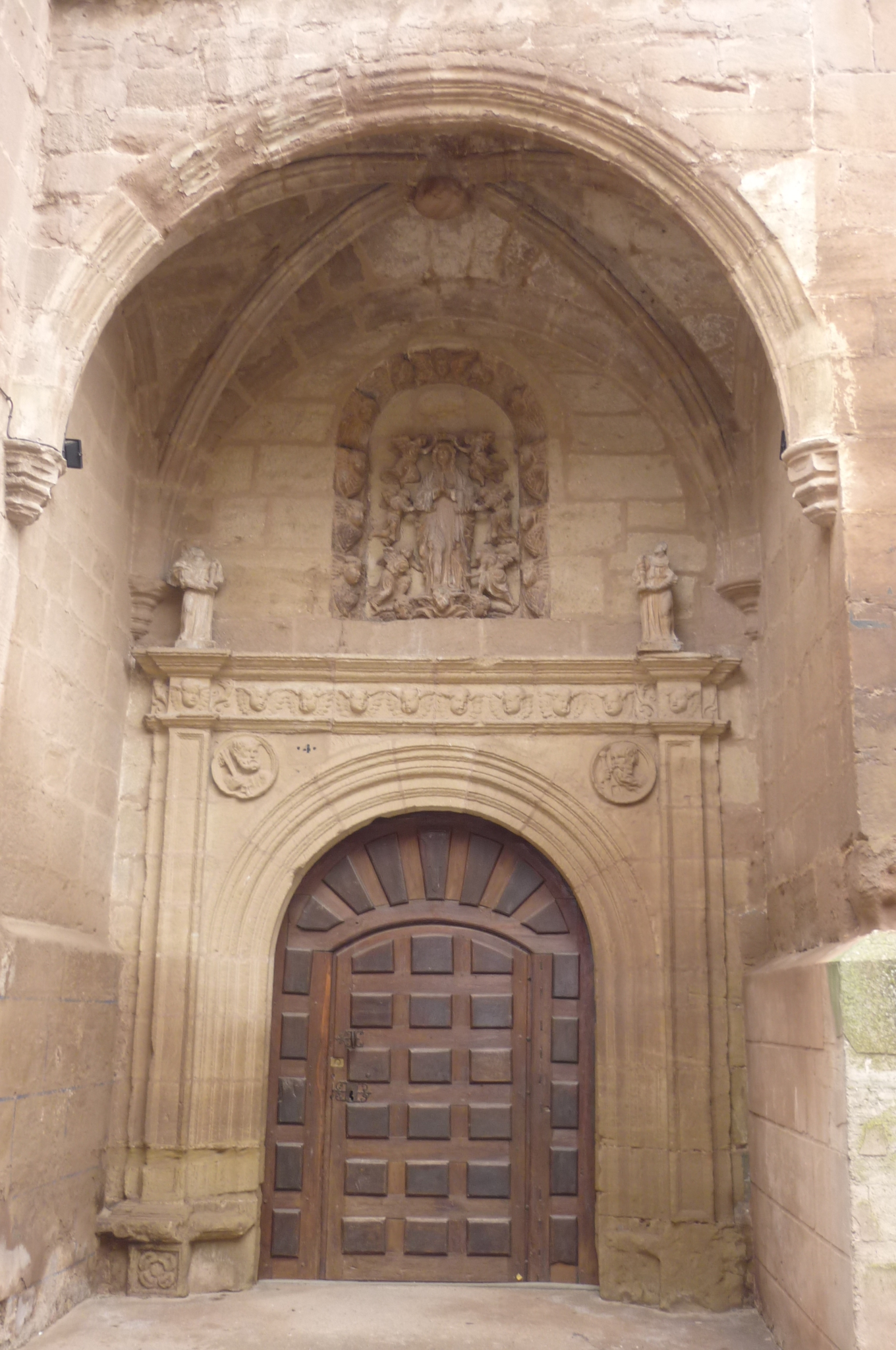
Puerta de la parroquia de Manjarrés

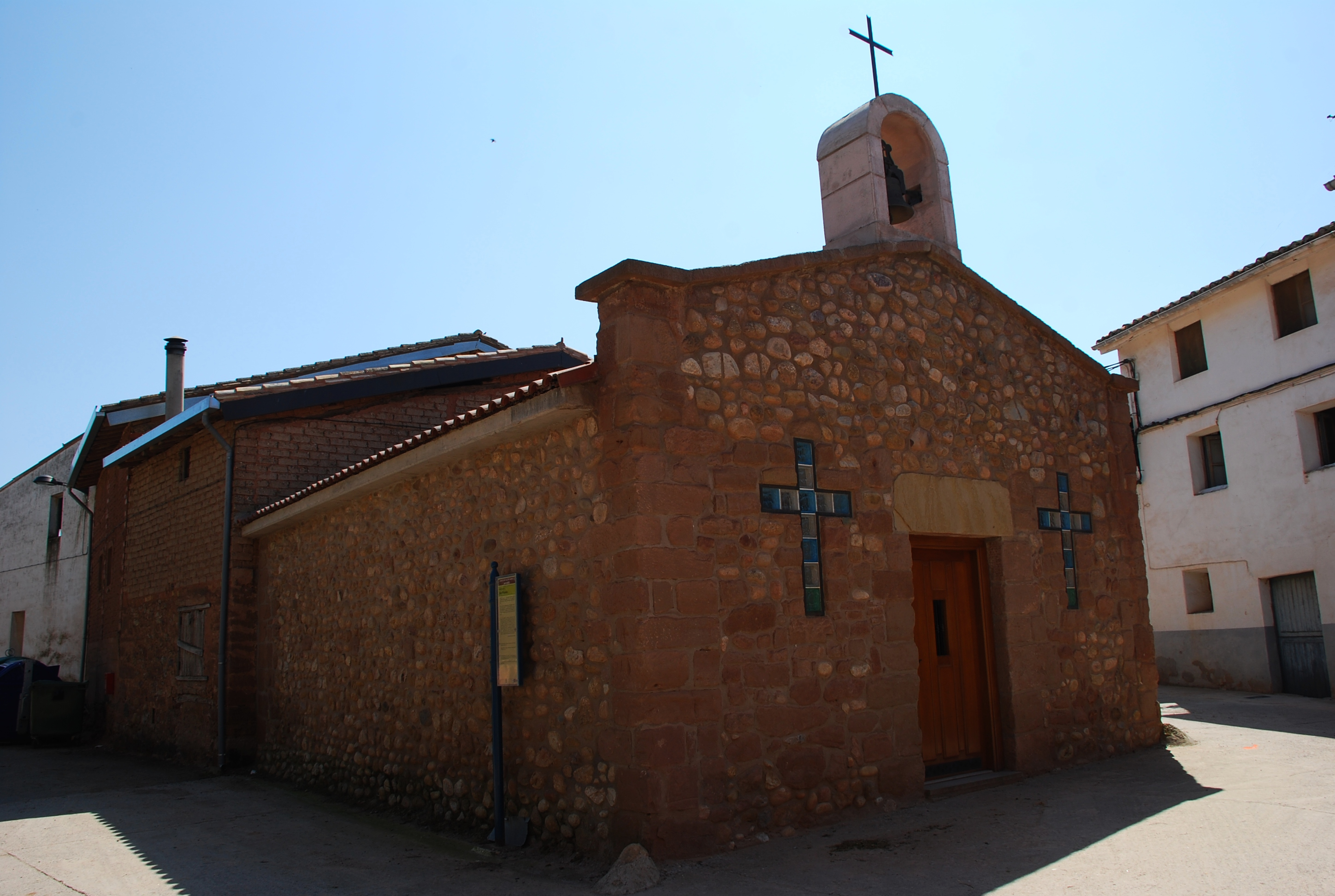
Ermita de San Mamés

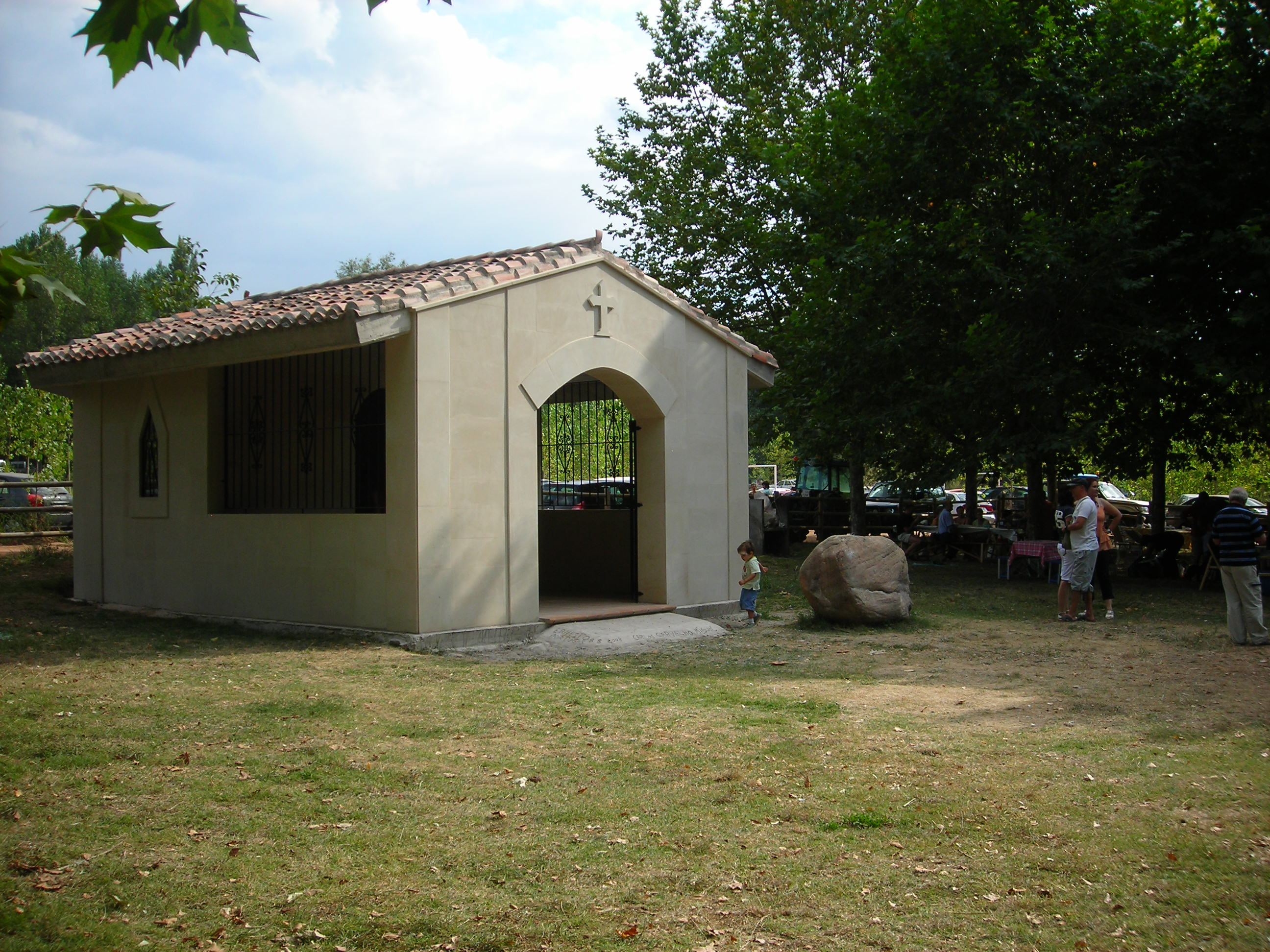
Ermita de la Virgen de la Almedaña

- Iglesia parroquial de la Asunción, datada en la primera mitad del siglo XVI. Se compone de una nave de dos tramos, crucero con dos capillas bajas y cabecera de tres paños. Se cubre con diferentes tipos de bóvedas de crucería sustentadas sobre ménsulas y arcos apuntados. La portada está formada por un arco de triunfo con entrada de medio punto entre pilastras y entablamento que remata en una hornacina con imagen de la Asunción. La torre de dos cuerpos se encuentra adosada a los pies del templo, en el lado sur. El retablo mayor es de finales de ese siglo, atribuido a Pedro de Arbulo y de estilo romanista.[4]
- Ermita de San Mamés. Situada dentro del casco urbano, es una construcción probablemente del siglo XIX de piedra con techumbre de madera. Ha sido recientemente restaurada. En su interior se puede apreciar un pequeño retablo de un solo cuerpo con columnas salomónicas de estilo barroco (data de los siglos XVII y XVIII), con imagen de la Virgen sedente. Esta última es una talla hispano-flamenca de finales del siglo XV.[5]
- Arquitectura civil. Puede contemplase en el pueblo algunas casas que combinan plantas bajas de sillería y altas de ladrillo, con escudos del siglo XVIII. Cabe destacar el palacio de los Ramírez de Arellano situado frente a la iglesia.
- Área recreativa de la Almedaña. Junto al río Yalde se encuentra esta gran zona con asadores, mesas, sombra y fuente. El año 2008 se inauguró una ermita en el recinto.
- Arqueología. En el término de San Martín, junto al río, se han localizado restos cerámicos romanos, constatándose la presencia pretérita de un alfar. Otro yacimiento de las mismas características aparece en el alto de San Cristóbal próximo a Ventosa.

## Fiestas
El último fin de semana de agosto se celebran las fiestas de San Mamés. Además de diversos actos, juegos, música y degustaciones, el domingo se reparte una gran paellada gratuita en la Almedaña a la que acuden muchos visitantes de los alrededores. Esta romería-degustación es sustitutiva de la que, hasta mediados del siglo XIX, se hacía a la ermita de la Hermedaña, en Sorzano. Cuando se hundió la ermita se dejó de ir a Sorzano y se comenzó a ir a los alrededores de un gran roble -ya desaparecido- que existía junto al río, donde actualmente se ubica la fuente.

## Flora y fauna deManjarrés(Avifauna de la cuenca del ríoNajerilla)

### Climatología
Manjarrés, a 630 msnm, en teoría estaría ubicado en el claro dominio del robledal y por consiguiente, las precipitaciones debieran estar en torno a los 600 l/m2 o más, debido a su cercanía al Atlántico. Sin embargo, tan apenas alcanzan los 400 mm (384,8 mm) Dato corroborado por registros oficiales de localidades próximas Si bien, estos registros son muy recientes y abarcan pocos años[cita requerida].

### Hábitats
Así, este paraje es seco[cita requerida] y además, transformado por la actividad agropecuaria desde hace miles de años en parameras o zonas abiertas con setos, un soto de ribera de un río de magro caudal pero contínuo; el río Yalde -el "lugar de juncos"- afluente del río Najerilla y alguna arboleda. 

#### Principales Hábitats

##### Hábitat Ripario (Riberas y Sotos)
Características | Zonas de gran productividad y diversidad que forman las riberas de los ríos, con vegetación palustre, carrizales, espadañales y arbolado de ribera.
Especies asociadas
- Aves acuáticas: Ánade Azulón, Cormorán Grande, Garza Real, Garceta Común, Garceta Grande, Gallineta Común
- Aves de carrizal: Carricero Común, Carricerín Común, Cetia Ruiseñor, Rascón Europeo
- Especialistas ribereños: Martín Pescador Común, Andarríos Chico, Andarríos Grande, Lavandera Blanca, Lavandera Cascadeña, Lavandera Boyera
- Aves de soto: Oropéndola Europea, Ruiseñor Común, Curruca Capirotada

##### Hábitat Forestal y de Monte Mediterráneo
Características | Bosques de encinas, coscojares y formaciones arbustivas mediterráneas en las laderas y zonas montañosas
Especies asociadas:
- Rapaces forestales: Águila Calzada, Azor, Gavilán Común, Busardo Ratonero
- Córvidos : Arrendajo, Urraca Común, Corneja Negra, Cuervo Grande
- Páridos: Carbonero Común, Herrerillo Común, Mito Común
- Pícidos: Pico Picapinos, Pico Menor, Pito Ibérico, Torcecuello Euroasiático
- Otras forestales: Trepador Azul, Agateador Europeo, Pinzón Vulgar

##### Hábitat de Roquedo y Cortados
Características | Monte mediterráneo con sus cortados rocosos que proporcionan sitios de nidificación para especies rupícolas
Especies asociadas:
- Grandes rapaces: Buitre Leonado, Alimoche Común, Búho Real
- Halcones: Halcón Peregrino, Cernícalo Vulgar, Cernícalo Primilla, Alcotán Europeo
- Aves rupícolas: Avión Roquero, Roquero Solitario, Collalba Gris, Vencejo Real, Vencejo Pálido, Golondrina Dáurica
- Nocturnas: Lechuza Común Occidental, Autillo Europeo, Cárabo Común

##### Hábitat Agrícola y de Cultivos
Características | Campos de cultivo y zonas agrícolas que proporcionan alimentación y nidificación para especies adaptadas a ambientes humanizados
Especies asociadas:
- Aves granívoras: Gorrión Común, Gorrión Chillón, Pardillo Común, Jilguero Europeo, Serín Verdecillo, Verderón Común
- Escribanos: Escribano Triguero, Escribano Soteño
- Alondras: Alondra Común, Alondra Totovía, Cogujada Común
- Estorninos: Estornino Negro
- Colúmbidas: Paloma Torcaz, Paloma Bravía, Tórtola Turca, Tórtola Europea
- Vencejos: Vencejo Común,
- Hirundínidos: Golondrina Común, Avión Común, Avión Zapador
- Rapaces: Milano Negro, Milano Real, Abejero Europeo

##### Hábitat de Matorral y Áreas Abiertas
Características | Espacios abiertos con vegetación arbustiva dispersa, ideal para especies de áreas semiáridas
Especies asociadas:
- Currucas: Curruca Cabecinegra, Curruca Mosquitera
- Papamoscas: Papamoscas Gris, Papamoscas Cerrojillo
- Otros: Tarabilla Europea, Cistícola Buitrón, Abubilla Común, Culebrera Europea

##### Hábitat de Humedales Artificiales
Características | Balsas de riego naturalizadas como La Grajera en Logroño, El Perdiguero y el Recuenco en Calahorra o la balsa de Oribe en Arnedo
Especies asociadas:
- Limícolas: Agachadiza Chica, Cigüeñuela
- Patos: Ánade Friso
- Buceadoras: Zampullín Común, Somormujo Lavanco
- Gaviotas: Gaviota Reidora

#### Conectividad Ecológica
La cuenca del río Najerilla funciona como un corredor ecológico que conecta diferentes hábitats desde las zonas montañosas del Sistema Ibérico hasta el valle del Ebro. Las Sierras de la Demanda y San Lorenzo, los Picos de Urbión y las Sierras de Hormazas y Camero Nuevo sirven de límites a un extenso territorio situado en el SO de La Rioja de extraordinario interés natural que se ha venido denominando Alto Najerilla.

### Avifauna
La geografía es el sustento, el soporte vital de la fauna. A la inversa, la fauna es el bioindicador de la calidad de la zona de Manjarrés y ahí entra el eBird. Hay tres localidades cercanas, ligadas a medios acuáticos, con observaciones que ya nos dan una idea de la riqueza de la zona y ante qué hábitats nos encontramos. Estas son Nájera, Bezares y la Balsa del Villar, en Tricio
Con estos tres listados de referencia se ha obtenido un único listado de especies presentes en la cuenca del río Najerilla:
Aves de la cuenca del río Najerilla
| Nombre Común                  | Nombre Científico          |
| ----------------------------- | -------------------------- |
| Abejaruco Europeo             | Merops apiaster            |
| Abejero Europeo               | Pernis apivorus            |
| Abubilla Común                | Upupa epops                |
| Acentor Común                 | Prunella modularis         |
| Agachadiza Chica              | Lymnocryptes minimus       |
| Agateador Europeo             | Certhia brachydactyla      |
| Águila Calzada                | Hieraaetus pennatus        |
| Aguilucho Lagunero Occidental | Circus aeruginosus         |
| Alcaudón Común                | Lanius senator             |
| Alcaudón Dorsirrojo           | Lanius collurio            |
| Alcotán Europeo               | Falco subbuteo             |
| Alimoche Común                | Neophron percnopterus      |
| Alondra Común                 | Alauda arvensis            |
| Alondra Totovía               | Lullula arborea            |
| Ánade Azulón                  | Anas platyrhynchos         |
| Ánade Friso                   | Mareca strepera            |
| Andarríos Chico               | Actitis hypoleucos         |
| Andarríos Grande              | Tringa ochropus            |
| Ánsar Común                   | Anser anser                |
| Autillo Europeo               | Otus scops                 |
| Avión Común Occidental        | Delichon urbicum           |
| Avión Roquero                 | Ptyonoprogne rupestris     |
| Avión Zapador                 | Riparia riparia            |
| Buitre Leonado                | Gyps fulvus                |
| Búho Real                     | Bubo bubo                  |
| Busardo Ratonero              | Buteo buteo                |
| Cárabo Común                  | Strix aluco                |
| Carbonero Común               | Parus major                |
| Carricerín Común              | Acrocephalus schoenobaenus |
| Carricero Común               | Acrocephalus scirpaceus    |
| Cernícalo Primilla            | Falco naumanni             |
| Cernícalo Vulgar              | Falco tinnunculus          |
| Cetia Ruiseñor                | Cettia cetti               |
| Chochín Paleártico            | Troglodytes troglodytes    |
| Cigüeña Blanca                | Ciconia ciconia            |
| Cigüeña Negra                 | Ciconia nigra              |
| Cistícola Buitrón             | Cisticola juncidis         |
| Cogujada Común                | Galerida cristata          |
| Colirrojo Real                | Phoenicurus phoenicurus    |
| Colirrojo Tizón               | Phoenicurus ochruros       |
| Collalba Gris                 | Oenanthe oenanthe          |
| Cormorán Grande               | Phalacrocorax carbo        |
| Corneja Negra                 | Corvus corone              |
| Cuco Común                    | Cuculus canorus            |
| Cuervo Grande                 | Corvus corax               |
| Culebrera Europea             | Circaetus gallicus         |
| Curruca Cabecinegra           | Curruca melanocephala      |
| Curruca Capirotada            | Sylvia atricapilla         |
| Curruca Mosquitera            | Sylvia borin               |
| Escribano Soteño              | Emberiza cirlus            |
| Escribano Triguero            | Emberiza calandra          |
| Estornino Negro               | Sturnus unicolor           |
| Gallineta Común               | Gallinula chloropus        |
| Garceta Común                 | Egretta garzetta           |
| Garceta Grande                | Ardea alba                 |
| Garza Real                    | Ardea cinerea              |
| Gavilán Común                 | Accipiter nisus            |
| Gaviota Reidora               | Chroicocephalus ridibundus |
| Golondrina Común              | Hirundo rustica            |
| Golondrina Dáurica Occidental | Cecropis rufula            |
| Gorrión Chillón               | Petronia petronia          |
| Gorrión Común                 | Passer domesticus          |
| Halcón Peregrino              | Falco peregrinus           |
| Herrerillo Común              | Cyanistes caeruleus        |
| Jilguero Europeo              | Carduelis carduelis        |
| Jilguero Lúgano               | Spinus spinus              |
| Lavandera Blanca              | Motacilla alba             |
| Lavandera Boyera              | Motacilla flava            |
| Lavandera Cascadeña           | Motacilla cinerea          |
| Lechuza Común Occidental      | Tyto alba                  |
| Martín Pescador Común         | Alcedo atthis              |
| Milano Negro                  | Milvus migrans             |
| Milano Real                   | Milvus milvus              |
| Mirlo Común                   | Turdus merula              |
| Mito Común                    | Aegithalos caudatus        |
| Mosquitero Común              | Phylloscopus collybita     |
| Mosquitero Ibérico            | Phylloscopus ibericus      |
| Mosquitero Musical            | Phylloscopus trochilus     |
| Oropéndola Europea            | Oriolus oriolus            |
| Paloma Bravía                 | Columba livia              |
| Paloma Torcaz                 | Columba palumbus           |
| Papamoscas Cerrojillo         | Ficedula hypoleuca         |
| Papamoscas Gris               | Muscicapa striata          |
| Pardillo Común                | Linaria cannabina          |
| Petirrojo Europeo             | Erithacus rubecula         |
| Pico Menor                    | Dryobates minor            |
| Pico Picapinos                | Dendrocopos major          |
| Pinzón Real                   | Fringilla montifringilla   |
| Pinzón Vulgar                 | Fringilla coelebs          |
| Pito Ibérico                  | Picus sharpei              |
| Rascón Europeo                | Rallus aquaticus           |
| Reyezuelo Listado             | Regulus ignicapilla        |
| Roquero Solitario             | Monticola solitarius       |
| Ruiseñor Común                | Luscinia megarhynchos      |
| Serín Verdecillo              | Serinus serinus            |
| Somormujo Lavanco             | Podiceps cristatus         |
| Tarabilla Europea             | Saxicola rubicola          |
| Torcecuello Euroasiático      | Jynx torquilla             |
| Tórtola Europea               | Streptopelia turtur        |
| Tórtola Turca                 | Streptopelia decaocto      |
| Urraca Común                  | Pica pica                  |
| Vencejo Común                 | Apus apus                  |
| Vencejo Pálido                | Apus pallidus              |
| Vencejo Real                  | Tachymarptis melba         |
| Verderón Común                | Chloris chloris            |
| Zampullín Común               | Tachybaptus ruficollis     |
| Zarcero Políglota             | Hippolais polyglotta       |
| Zorzal Alirrojo               | Turdus iliacus             |
| Zorzal Común                  | Turdus philomelos          |

En base a este listado final, se realiza un análisis de hábitats asociados a la avifauna de la cuenca del río Najerilla y alrededores (Ver apartado Hábitats). Así, las 109 especies registradas en la cuenca del río Najerilla se distribuyen a través de diversos ecosistemas interconectados que caracterizan esta región de La Rioja. El análisis de estos hábitats revela una extraordinaria diversidad ecológica que sostiene una avifauna muy rica y variada (ver Hábitats). Así, en relación con el resto de lugares de interés de La Rioja -o hotspots- quedaría en el puesto 17 de 100. Tal y como se puede apreciar en la tabla debajo adjunta.
Hotspots avifauna La Rioja, España
| Posición | Sitio de interés                              | Número de especies |
| -------- | --------------------------------------------- | ------------------ |
| 1        | Leiva--Embalse de Leiva/Tormantos             | 203                |
| 2        | Sotos de Alfaro RN                            | 199                |
| 3        | Logroño--La Grajera                           | 174                |
| 4        | Laguna de Hervías                             | 161                |
| 5        | Alfaro--Carrizal de Cofín                     | 160                |
| 6        | Calahorra--Embalse de El Recuenco             | 160                |
| 7        | Calahorra--Embalse de El Perdiguero           | 150                |
| 8        | Villalobar de Rioja--Graveras de Caracarros   | 138                |
| 9        | Alfaro--Cofín Área general                    | 136                |
| 10       | Logroño--Parque del Ebro                      | 126                |
| 11       | Calahorra--Balsas de la Degollada             | 124                |
| 12       | Logroño--Parque de la Ribera                  | 124                |
| 13       | Logroño--Soto Los Americanos                  | 122                |
| 14       | Calahorra--Carrizal de la Boleta              | 121                |
| 15       | Nájera--Bosque pedagógico                     | 119                |
| 16       | Alfaro--Estepas de Rihuelo                    | 117                |
| 17       | Embalse de Valbornedo                         | 115                |
| 18       | Agoncillo--Soto de San Martín                 | 108                |
| 19       | Herce-Arnedillo--Cortados del Río Cidacos     | 108                |
| 20       | Fuenmayor--Soto de Buicio                     | 107                |
| 21       | Logroño--Huertas de Varea                     | 107                |
| 22       | Arnedo-Balsa de Oribe                         | 103                |
| 23       | Nájera--Rio Najerilla                         | 98                 |
| 24       | Viniegra de Arriba--Sierra de las Hormazas    | 98                 |
| 25       | Navalsaz                                      | 97                 |
| 26       | Sierra de Yerga                               | 96                 |
| 27       | Pradejón--El Salobral                         | 94                 |
| 28       | Cenicero                                      | 92                 |
| 29       | Logroño--La Rad de Varea                      | 90                 |
| 30       | Logroño--Parque del Iregua                    | 90                 |
| 31       | Peñas de Islallana-Viguera                    | 90                 |
| 32       | Alto Najerilla-Puerto de Peña Hincada         | 87                 |
| 33       | Foncea--Obarenes                              | 87                 |
| 34       | Viguera--Area general                         | 87                 |
| 35       | Arnedo--Balsas de La Maja                     | 86                 |
| 36       | Cihuri--Laguna de Cihuri                      | 86                 |
| 37       | Alfaro--Balsín de Santa Cruz                  | 85                 |
| 38       | El Villar de Arnedo--La Maja/Campoviejo       | 85                 |
| 39       | Sierra de Cebollera PNat--Area general        | 84                 |
| 40       | Ezcaray--Valdezcaray                          | 83                 |
| 41       | Laguna de Herramélluri                        | 82                 |
| 42       | Treviana                                      | 82                 |
| 43       | Cihuri--Área General                          | 81                 |
| 44       | Logroño--La Guillerma                         | 81                 |
| 45       | Mansilla--Embalse de Mansilla-Piarrejas       | 81                 |
| 46       | Puerto de Piqueras                            | 79                 |
| 47       | Mansilla de la Sierra--Río Portilla           | 78                 |
| 48       | Hayedo De Santiago/Pinar                      | 77                 |
| 49       | Autol--Cortados de Autol                      | 77                 |
| 50       | Logroño--El Cortijo                           | 77                 |
| 51       | Préjano--Área general                         | 76                 |
| 52       | Arnedo--Senderos de Vico                      | 76                 |
| 53       | Ezcaray                                       | 76                 |
| 54       | Peñas del Leza                                | 75                 |
| 55       | Alcanadre--Soto de El Plantío                 | 75                 |
| 56       | Carrascal de Villarroya                       | 75                 |
| 57       | Logroño--Parque del Ebro (pasarela peatonal)  | 74                 |
| 58       | Fonzaleche - Camino Las Huertas - Fonzaleche  | 74                 |
| 59       | Logroño                                       | 74                 |
| 60       | Quel--Balsa de Ordoyo                         | 73                 |
| 61       | Logroño--Pradoviejo                           | 73                 |
| 62       | Pazuengos                                     | 73                 |
| 63       | Tobía--Peñas de Tobía                         | 71                 |
| 64       | Arnedillo--Mirador del Buitre                 | 71                 |
| 65       | Embalse González-Lacasa                       | 71                 |
| 66       | San Asensio--Laguna Mateo                     | 71                 |
| 67       | Valgañón--Acebal de Valgañón (42,331, -3,082) | 70                 |
| 68       | Ausejo--Tamarizal                             | 69                 |
| 69       | Villoslada--El Achichuelo                     | 69                 |
| 70       | Logroño--Soto Galo                            | 68                 |
| 71       | Almarza de Cros--Rivabellosa                  | 67                 |
| 72       | Cellorigo                                     | 66                 |
| 73       | Haro--Río Tirón                               | 66                 |
| 74       | Alto Najerilla-Canales de la Sierra           | 65                 |
| 75       | Alberite--Soto del Iregua                     | 64                 |
| 76       | Autol--Laguna de Vallalengua                  | 64                 |
| 77       | Brieva de Cameros--Peña Hincada               | 64                 |
| 78       | Ortigosa de Cameros--Área general             | 64                 |
| 79       | Valgañón                                      | 63                 |
| 80       | Anguciana -- Rio Tirón                        | 61                 |
| 81       | Anguiano                                      | 61                 |
| 82       | Bobadilla--Río Najerilla, El Sifón            | 61                 |
| 83       | Briones--Área general                         | 61                 |
| 84       | Embalse de Castroviejo                        | 61                 |
| 85       | Grañón                                        | 61                 |
| 86       | Logroño--La Rad de Santa Cruz                 | 61                 |
| 87       | Monasterio de Valvanera                       | 61                 |
| 88       | Tricio--Balsa de El Villar                    | 61                 |
| 89       | Villoslada--Lomos de Orio                     | 61                 |
| 90       | Nieva de Cameros--Área general                | 60                 |
| 91       | Obarenes-Sierra de Cantabria--Toloño          | 60                 |
| 92       | Sierra Cebollera P Nat--Mesa de Cebollera     | 60                 |
| 93       | Clavijo--Área general                         | 57                 |
| 94       | Embalse de Pajares                            | 56                 |
| 95       | Alfaro--Embalse de La Molineta                | 55                 |
| 96       | Murillo de Río Leza-- La Rad de Barbarés      | 55                 |
| 97       | Sajazarra                                     | 55                 |
| 98       | Santo Domingo de la Calzada                   | 54                 |
| 99       | Navarrete--La Dehesa                          | 53                 |
| 100      | Sancho Leza                                   | 53                 |

---